# Abbe-Zahl

Im Abbe-Diagramm ist der Brechungsindex gegen die Abbe-Zahl aufgetragen.

Die Abbe-Zahl, auch Abbesche Zahl, ist eine Größe der Dimension Zahl zur Charakterisierung der optischen dispersiven Eigenschaften von optischen Gläsern, also wie stark sich deren Brechungsindex mit der Lichtwellenlänge ändert. Je größer die relative Dispersion des Glases, desto kleiner ist deren Kehrwert, die Abbe-Zahl.
Die Abbe-Zahl ist nach dem deutschen Physiker Ernst Abbe benannt. Als Formelzeichen ist {\displaystyle \nu } üblich [sprich: ny], der 13. Buchstabe im griechischen Alphabet.

## Grundlagen
Die Stärke der Brechung des Lichts ist von dessen Wellenlänge (man kann auch sagen: von der Lichtfarbe) abhängig. Dies wird als Dispersion bezeichnet und ist beispielsweise der Grund für die Aufspaltung eines weißen Lichtstrahls an einem Prisma in ein farbiges Spektrum. Alle für optische Bauelemente (z. B. Linsen) verwendeten Materialien zeigen eine mehr oder weniger starke Dispersion. Optische Geräte wie etwa Fotoobjektive bilden deshalb im Allgemeinen die verschiedenen Lichtfarben unterschiedlich ab, was sich durch farbige Ränder an den Bildern von Objektkanten oder farbige Halos um helle Lichtquellen zeigen kann. Dieser Abbildungsfehler heißt chromatische Aberration.
Für eine vollständige Beschreibung der Dispersion eines Materials (z. B. einer Glassorte) wird angegeben, wie sich der Brechungsindex {\displaystyle n} des Materials bei Variation der Frequenz {\displaystyle f} bzw. Wellenlänge {\displaystyle \lambda } des Lichts ändert. Es muss daher die Funktion {\displaystyle n(f)} oder {\displaystyle n(\lambda )} angegeben werden. Dazu kann man entweder den Brechungsindex bei verschiedenen festgelegten Wellenlängen angeben oder einen Satz von Koeffizienten einer Dispersionsformel wie der Cauchy- oder der Sellmeier-Gleichung. Für einfache Berechnungen ist es jedoch oft ausreichend, die Dispersion im Bereich des sichtbaren Lichts durch einen einzigen Parameter, nämlich die Abbe-Zahl, zu beschreiben.

## Definition
| Wellenlänge in nm | Fraunhofer- Linie | Lichtquelle | Farbe   |
| ----------------- | ----------------- | ----------- | ------- |
| 365,0146          | i                 | Hg          | UV      |
| 404,6561          | h                 | Hg          | violett |
| 435,8343          | g                 | Hg          | blau    |
| 479,9914          | F'                | Cd          | blau    |
| 486,1327          | F                 | H           | blau    |
| 546,0740          | e                 | Hg          | grün    |
| 587,5618          | d                 | He          | gelb    |
| 589,2938          | D                 | Na          | gelb    |
| 643,8469          | C'                | Cd          | rot     |
| 656,2725          | C                 | H           | rot     |
| 706,5188          | r                 | He          | rot     |
| 768,2             | A'                | K           | rot     |
| 852,11            | s                 | Cs          | NIR     |
| 1013,98           | t                 | Hg          | NIR     |

Die dimensionslose Abbe-Zahl {\displaystyle \nu } ist definiert als
{\displaystyle \nu =\nu _{d}={\frac {n_{\rm {d}}-1}{n_{\rm {F}}-n_{\rm {C}}}}}  (alte Definition)
oder
{\displaystyle \nu _{e}={\frac {n_{\rm {e}}-1}{n_{\rm {F'}}-n_{\rm {C'}}}}}  (neue Definition),
wobei nd, nF usw. die Brechungsindizes des Materials bei den Wellenlängen der entsprechenden Fraunhoferlinien sind. Nebenstehende Tabelle führt die Wellenlängen von einigen dieser Fraunhoferlinien auf, bei denen der Brechungsindex gewöhnlich bestimmt wird. Zum Beispiel ist nd der Brechungsindex bei einer Wellenlänge von 587,6 nm.
Ein Material mit geringer Dispersion hat eine hohe Abbe-Zahl. Der reziproke Wert der Abbe-Zahl wird auch als relative Dispersion bezeichnet.
Die typischen Werte der Abbe-Zahlen für die am häufigsten verwendeten Glassorten reichen von ca. 20 (Flintglas) bis 60 (Kronglas). Die Grenze für die Bezeichnung der Gläser als Flintglas bzw. Kronglas liegt bei einer Abbe-Zahl von 50. Spezielle Glassorten (Fluorit-Kronglas) haben Kennzahlen um 85. Calciumfluorid und Gläser der Hersteller Ohara und Hoya erreichen sogar eine Abbe-Zahl von 95, Magnesiumfluorid 106, deren Dispersion ist also besonders gering.

## Anwendung

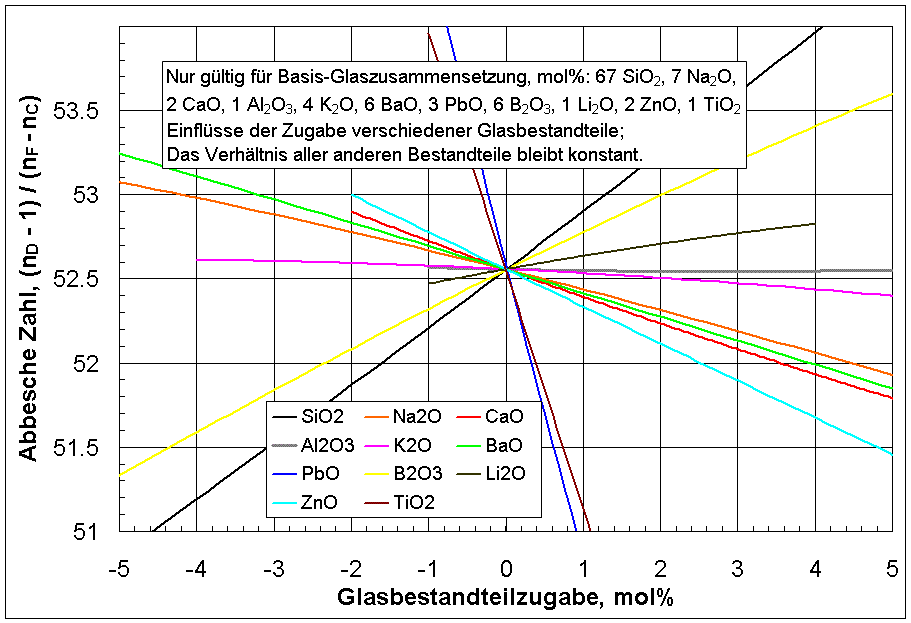
Einflüsse der Zugabe ausgewählter Glasbestandteile auf die Abbe-Zahl eines speziellen Basisglases.

Die Abbe-Zahl ist für den Entwurf von Achromaten und Apochromaten von Bedeutung. Dies sind Linsensysteme, bei denen die chromatische Aberration besonders klein ist. So hat beispielsweise ein Achromat aus zwei dünnen Linsen, die einen kleinen Abstand voneinander haben, für die Fraunhoferschen Linien F und C die gleiche Brennweite, wenn
{\displaystyle \nu _{1}\,f_{1}+\nu _{2}\,f_{2}=0}
ist, wobei {\displaystyle \nu _{i}} die Abbe-Zahl und {\displaystyle f_{i}} die Brennweite der jeweiligen Linse sind. Ein solches Linsensystem bildet blaues und rotes Licht der Wellenlängen 486 nm (F) und 656 nm (C) auf den gleichen Punkt ab. Der verbleibende Farbfehler ist deutlich geringer, als wenn nur eine Glassorte verwendet worden wäre. Achromaten waren die Grundlage für den Bau großer Linsenfernrohre im 19. Jahrhundert.
Der beim Achromaten noch verbleibende Farbfehler (das sogenannte sekundäre Spektrum) äußert sich oft in einem violetten Saum um helle Objekte. Um den Farbfehler noch weiter zu reduzieren, muss der Brechungsindex bei mehr als zwei Wellenlängen  berücksichtigt werden, was bei einem Apochromaten bei drei Wellenlängen erreicht wird. Auch hier wird die Abbezahl für einen Teil der Berechnungen genutzt.
Im Bereich von Infrarot und Ultraviolett ist die Abbe-Zahl, die ja für Wellenlängen im Bereich des sichtbaren Lichts definiert ist, ungeeignet.